# بنزوکسازول

بنزوکسازول(به انگلیسی: Benzoxazole) یک ترکیب آلی آروماتیک با فرمول مولکولی C۷H۵NO، با ساختار متشکل از یک بنزن جوش‌خورده به اکسازول است، و بوی مشابه پیریدین دارد. اگرچه بنزوکسازول به خودی خود ارزش کاربردی کمی دارد، اما بسیاری از مشتقات بنزوکسازول‌ها از نظر تجاری مهم هستند.
بنزوکسازول که یک ترکیب هتروسیکلی است، در تحقیقات به عنوان ماده اولیه برای سنتز ساختارهای بزرگتر و معمولاً زیست‌فعال استفاده می‌شود. آروماتیک بودن آن موجب پایداری نسبی می‌شود، اگرچه به عنوان یک هتروسیکل، دارای مکان‌های واکنشی است که امکان عامل‌دار شدن را فراهم می‌کند.

## گستره و کاربرد
این ترکیب در ساختار شیمیایی داروهایی مانند فلونوکساپروفن و تافامیدیس یافت می‌شود. همچنین مشتقات بنزوکسازول به عنوان براق‌کننده نوری در مواد شوینده لباس کاربرد دارند. بنزوکسازول‌ها از گروه عوامل ضدقارچ شناخته شده با فعالیت آنتی‌اکسیدانی، ضد حساسیت، ضدتومور و ضد انگلی هستند.

4,4'-( E )-bis(benzoxazolyl)stilbene به شدت فلورسنت است و مشتقات آن به عنوان براق‌کننده نوری استفاده می‌شود.
2,5-bis(benzoxazol-2-yl)thiophene نیز به شدت فلورسنت است و مشتقات آن به عنوان براق‌کننده نوری استفاده می‌شود، به عنوان مثال در مواد شوینده لباسشویی

## همچنین ببینید
ایزومرهای ساختاری
- آنترانیل، آنالوگی با اتم اکسیژن در موقعیت ۲
- بنزیسوکسازول، آنالوگی با اتم نیتروژن در موقعیت ۲

آنالوگ‌ها
- بنزیمیدازول، آنالوگی با اکسیژن جایگزین‌شده با نیتروژن
- بنزوتیازول، آنالوگی با اکسیژن جایگزین‌شده با گوگرد
- بنزوپیرول یا ایندول، آنالوگ بدون اتم اکسیژن
- بنزوفوران، آنالوگ بدون اتم نیتروژن